# Melodifestivalen 2022
El Melodifestivalen 2022 fue la LXII edición del tradicional festival de la canción sueca. Este festival fue organizado por la Sveriges Television sirviendo como preselección para elegir al representante sueco en el Festival de la Canción de Eurovisión 2022, celebrado en Turín, Italia del 10 al 14 de mayo de 2022. La final del concurso fue realizada el 12 de marzo de 2022 en el Friends Arena de Estocolmo, después de cuatro semifinales y una repesca realizadas en los cinco semanas previos a la última ronda. 
La canción ganadora y por tanto, representante de Suecia en Eurovisión, fue «Hold Me Closer» de Cornelia Jakobs, con un total de 146 puntos tras ser la primera opción del jurado con 76 puntos y la segunda del público con 70.

## Estructura

### Formato
El festival mantuvo su formato habitual utilizado en las últimas ediciones del concurso, con 28 participantes iniciales divididos en 4 semifinales. 
Cada semifinal contó con 7 intérpretes, los cuales se sometieron a dos rondas de votación determinadas 100% por el público: la primera en la cual el participante con la mayor cantidad de votos recibiría el primer pase directo a la final. En la segunda ronda, los seis participantes iniciarían con el marcador a 0. La votación del público se dividió en ocho grupos: 3-9 años, 10-15 años, 16-29 años, 30-44 años, 45-59 años, 60-74 años y +75 años así como la votación telefónica. Cada grupo repartió 12, 10, 8, 5, 3 y 1 punto según la cantidad de votos recibidos. La canción que obtuviera más puntos recibiría el segundo pase directo a la final mientras las dos siguientes canciones con mayor puntuación recibieron el pase a la semfinal 5. 
En la semifinal 5 participaron ocho temas, dos por cada una de las cuatro primeras semifinales. Los ocho temas fueron divididos en dos grupos de cuatro participantes cada uno. Dentro de cada grupo, los participantes se sometieron a una votación determinada al 100% por el público, siendo de nuevo dividida en los mismos ocho grupos usados en la semifinal, los cuales repartieron 12, 10, 8 y 5 puntos según la cantidad de votos recibidos. Las dos canciones con la mayor puntuación obtuvieron el pase a la final.

### Sede
Inicialmente, la Sveriges Television tenía planeado realizar la tradicional gira del país con el cual las seis galas se realizarían en seis ciudades distintas. El 7 de septiembre de 2021, se confirmaron las ciudades y fechas del Melodifestivalen, siempre y cuando la situación sanitaria lo permitiera: Malmö (semifinal 1), Gotemburgo (semifinal 2), Linköping (semifinal 3), Lidköping (semifinal 4), Örnsköldsvik (semifinal 5) y Estocolmo (final).
En enero de 2022, la prensa local comenzó a hacer rumores sobre una posible cancelación de la gira, después de que el gobierno sueco levantara restricciones para eventos con una audiencia mayor a 500 personas, teniendo las semifinales planeadas una audiencia de 10,000 espectadores. Finalmente el 14 de enero de 2022, la SVT hizo oficial la cancelación de la gira, pasando las seis galas a ser realizadas en la capital Estocolmo. El 4 de febrero de 2022, se anunció que tanto la Avicii Arena como la Friends Arena serían sedes de tres shows cada uno.
| Fecha                                                            | Evento                   | Ciudad    | Sede          |  |
| ---------------------------------------------------------------- | ------------------------ | --------- | ------------- |  |
| 5 de febrero de 2022 12 de febrero de 2022 19 de febrero de 2022 | Gira 1 Gira 2 Gira 3     | Estocolmo | Avicii Arena  |  |
| 26 de febrero de 2022 5 de marzo de 2022 12 de marzo de 2022     | Gira 4 Semifinales Final | Estocolmo | Friends Arena |  |

### Presentadores

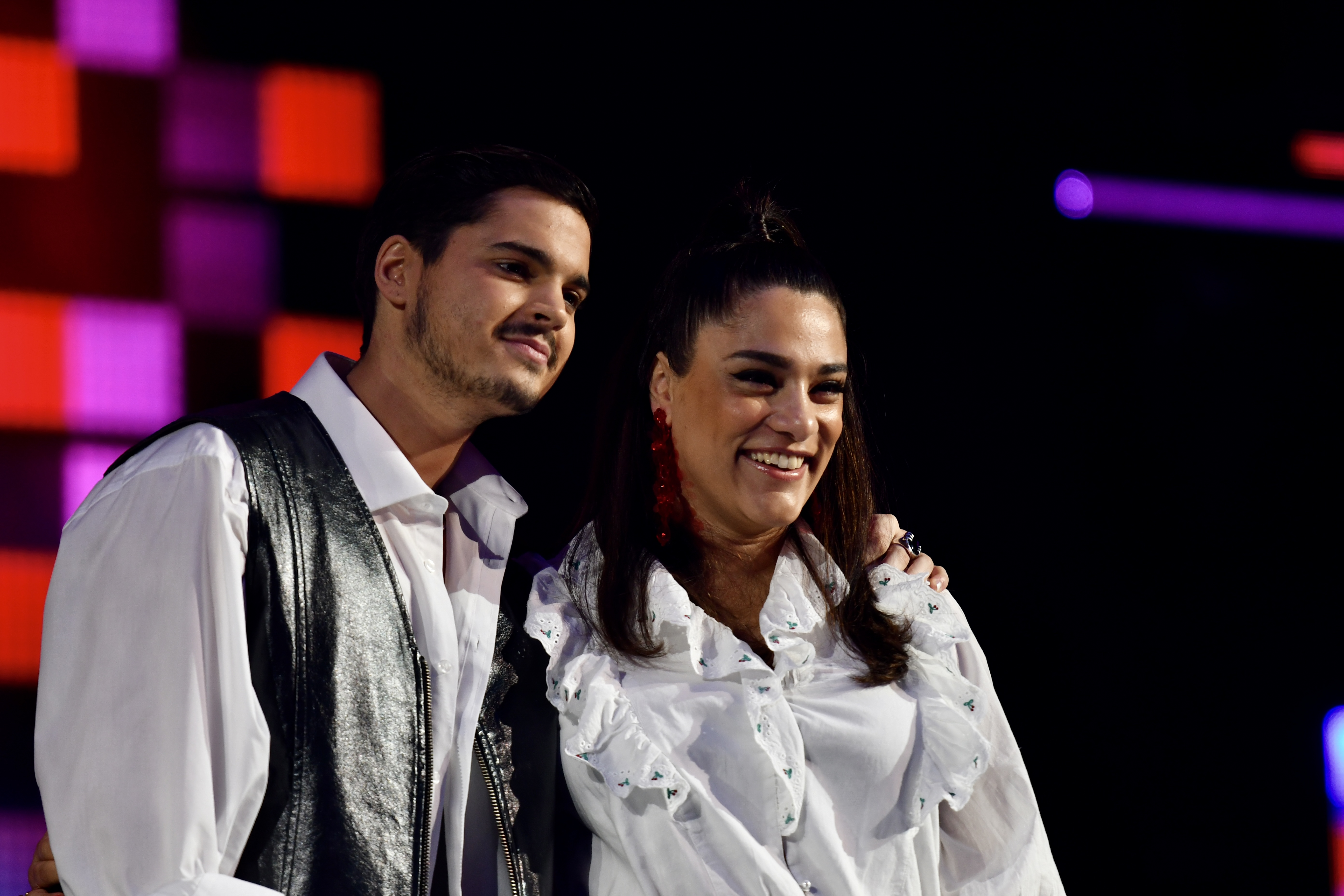
Oscar Zia y Farah Abadi durante la segunda semifinal.

El 7 de septiembre de 2021 fue confirmado Oscar Zia como el presentador principal del Melodifestivalen, después de haber conducido la segunda semifinal del Melodifestivalen de 2021.
| Presentador       | Profesión                                         | Función                                 |
| ----------------- | ------------------------------------------------- | --------------------------------------- |
| Oscar Zia         | Cantante, actor y compositor                      | Presentador Principal                   |
| Farah Abadi       | Presentadora de televisión                        | Green room y copresentadora de la final |
| Eva Rydberg       | Actriz, cantante, bailarina y comediante          | Presentadora invitada (2da. Semifinal)  |
| Johanna Nordström | Comediante, influencer y presentadora de stand up | Presentadora invitada (3ra. Semifinal)  |

## Participantes
Suecia confirmó la organización del Melodifestivalen 2022 el 23 de junio de 2021. El periodo de recepción de candidaturas fue abierto desde el 24 de agosto hasta el 17 de septiembre de 2021.
| Artista             | Canción (Traducción)                                        | Idioma           | Compositor(es)                                                                                |
| ------------------- | ----------------------------------------------------------- | ---------------- | --------------------------------------------------------------------------------------------- |
| Álvaro Estrella     | «Suave» (Suave)                                             | Inglés, Español  | Linnea Deb, Jimmy "Joker" Thörnfeldt, Joy Deb, Alvaro Estrella                                |
| Anders Bagge        | «Bigger Than The Universe» (Más grandes que el universo)    | Inglés           | Anders Bagge, Jimmy Jansson, Peter Boström, Thomas G:son                                      |
| Angelino            | «The End» (El final)                                        | Inglés           | Angelino Markenhorn, Julie Aagaard, Melanie Wehbe, Thomas Stengaard                           |
| Anna Bergendahl     | «Higher Power» (Gran poder)                                 | Inglés           | Anna Bergendahl, Thomas G:son, Bobby Ljunggren, Erik Bernholm                                 |
| Browsing Collection | «Face In The Crowd» (Una cara en la audiencia)              | Inglés           | Carolina Karlsson, Mimi Brander, Moa Lenngren, Nora Lenngren, Sandra Bjurman, Jimmy Wahlsteen |
| Cazzi Opeia         | «I Can't Get Enough» (No puedo tener suficiente)            | Inglés           | Bishat Araya, Jakob Redtzer, Cazzi Opeia, Paul Rey                                            |
| Cornelia Jakobs     | «Hold Me Closer» (Abrázame más fuerte)                      | Inglés           | Isa Molin, David Zandén, Cornelia Jakobsdotter                                                |
| Danne Stråhed       | «Hallabaloo» (Hallabaloo)                                   | Sueco            | Danne Stråhed, Fredrik Andersson, Erik Stenhammar                                             |
| Faith Kakembo       | «Freedom» (Libertad)                                        | Inglés           | Laurell Barker, Anderz Wrethov, Palle Hammarlund, Faith Kakembo                               |
| John Lundvik        | «Änglavakt» (Ángel de la guardia)                           | Sueco            | Anderz Wrethov, Elin Wrethov, Benjamin Rosenbohm, Fredrik Sonefors, John Lundvik              |
| Klara Hammarström   | «Run To The Hills» (Huir a los bosques)                     | Inglés           | Jimmy "Joker" Thörnfeldt, Julie Aagaard, Anderz Wrethov, Klara Hammarström                    |
| Lancelot            | «Lyckligt Slut» (Final feliz)                               | Sueco            | Lance Hedman, Niklas Carson Mattsson                                                          |
| LIAMOO              | «Bluffin'» (Blofeando)                                      | Inglés           | Jimmy "Joker" Thörnfeldt, Sami Rekik, Dino Medanhodzic, Ali Jammali                           |
| Lillasyster         | «Till Our Days Are Over» (Hasta que nuestros días terminen) | Inglés           | Jimmy Jansson, Palle Hammarlund, Ian-Paolo Lira, Martin Westerstrand                          |
| Linda Bengtzing     | «Fyrfaldigt Hurra!» (¡Múltiples hurra!)                     | Sueco            | Thomas G:son, Linda Bengtzing, Myra Granberg, Daniel Jelldéus                                 |
| Lisa Miskovsky      | «Best To Come» (Lo mejor por venir)                         | Inglés           | Lisa Miskovsky, David Lindgren Zacharias                                                      |
| Malin Christin      | «Synd Om Dig» (Lo siento por ti)                            | Sueco            | Jonathan Lavotha, Oliver Heinänen, Malin Christin                                             |
| Malou Prytz         | «Bananas» (Plátanos)                                        | Inglés           | Alice Gernandt, Jimmy "Joker" Thörnfeldt, Joy Deb, Linnea Deb                                 |
| MEDINA              | «In i Dimman» (En la niebla)                                | Inglés, Español  | Jimmy "Joker" Thörnfeldt, Sami Rekik, Dino Medanhodzic, Ali Jammali                           |
| Niello & Lisa Ajax  | «Tror Du Att Jag Bryr Mig» (¿Crees que me importa?)         | Sueco            | Yvonne Dahlbom, Niklas Grahn Linroth, Jesper Welander                                         |
| Omar Rudberg        | «Moving Like That» (Moverse así)                            | Inglés, Español  | Omar Rudberg, Gustav Blomberg, Amanda Kongshaug, Kristin Marie                                |
| Robin Bengtsson     | «Innocent Love» (Amor inocente)                             | Inglés           | David Lindgren Zacharias, Victor Sjöström, Victor Crone, Viktor Broberg, Sebastian Atas       |
| Samira Manners      | «I Want To Be Loved» (Quiero ser amada)                     | Inglés           | Samira Manners, Fredrik Andersson                                                             |
| Shirley Clamp       | «Let There Be Angels» (Seamos ángeles)                      | Inglés           | MatsTärnfors, Pelle Nylén, Shirley Clamp, Jakob Skarin                                        |
| Tenori              | «La Stella» (La estrella)                                   | Italiano, Inglés | Dan Sundquist, Kristian Lagerström, Marcos Ubeda, Bobby Ljunggren, Sarah Börjesson Wassberg   |
| Theoz               | «Som Du Vill» (Como tu desées)                              | Sueco            | Tobias Lundgren, Axel Schylström, Tim Larsson, Elize Ryd, Jimmy "Joker" Thörnfeldt            |
| Tone Sekelius       | «My Way» (Mi camino)                                        | Inglés           | Anderz Wrethov, Tone Sekelius                                                                 |
| Tribe Friday        | «Shut Me Up» (Cállame)                                      | Inglés           | Isak Gunnarsson, Robin Hanberger Pérez, Noah Deutschmann                                      |

### Artistas que regresan
En negritas se indica el año en que se proclamaron ganadores(as) según sea el caso.
| Artista                        | N° de Participaciones Previas | Años                                             |
| ------------------------------ | ----------------------------- | ------------------------------------------------ |
| Linda Bengtzing                | 7                             | 2005, 2006, 2008, 2011, 2014, 2016, 2020         |
| Shirley Clamp                  | 6                             | 2003, 2004, 2005, 2009, 2011, 2014               |
| Álvaro Estrella                | 3                             | 2014, 2020, 2021                                 |
| Anna Bergendahl                | 3                             | 2010, 2019, 2020                                 |
| Lisa Ajax                      | 3                             | 2016, 2017, 2019                                 |
| Robin Bengtsson                | 3                             | 2016, 2017, 2020                                 |
| Cornelia Jakobs                | 2                             | 2011, 2012 (ambas como parte de Love Generation) |
| Omar Rudberg                   | 2                             | 2017 (como parte de FO&O), 2019                  |
| John Lundvik                   | 2                             | 2018, 2019                                       |
| Klara Hammarström              | 2                             | 2020, 2021                                       |
| LIAMOO                         | 2                             | 2018, 2019 (en dúo con Hanna Ferm)               |
| Malou Prytz                    | 2                             | 2019, 2020                                       |
| Danne Stråhed                  | 1                             | 1992 (como parte de Wizex)                       |
| Faith Kakembo                  | 1                             | 2020                                             |
| Lillasyster                    | 1                             | 2021                                             |
| Sami Rekik (miembro de Medina) | 1                             | 2021 (en dúo con WAHL)                           |

## Festival

### Gira

#### Gira 1

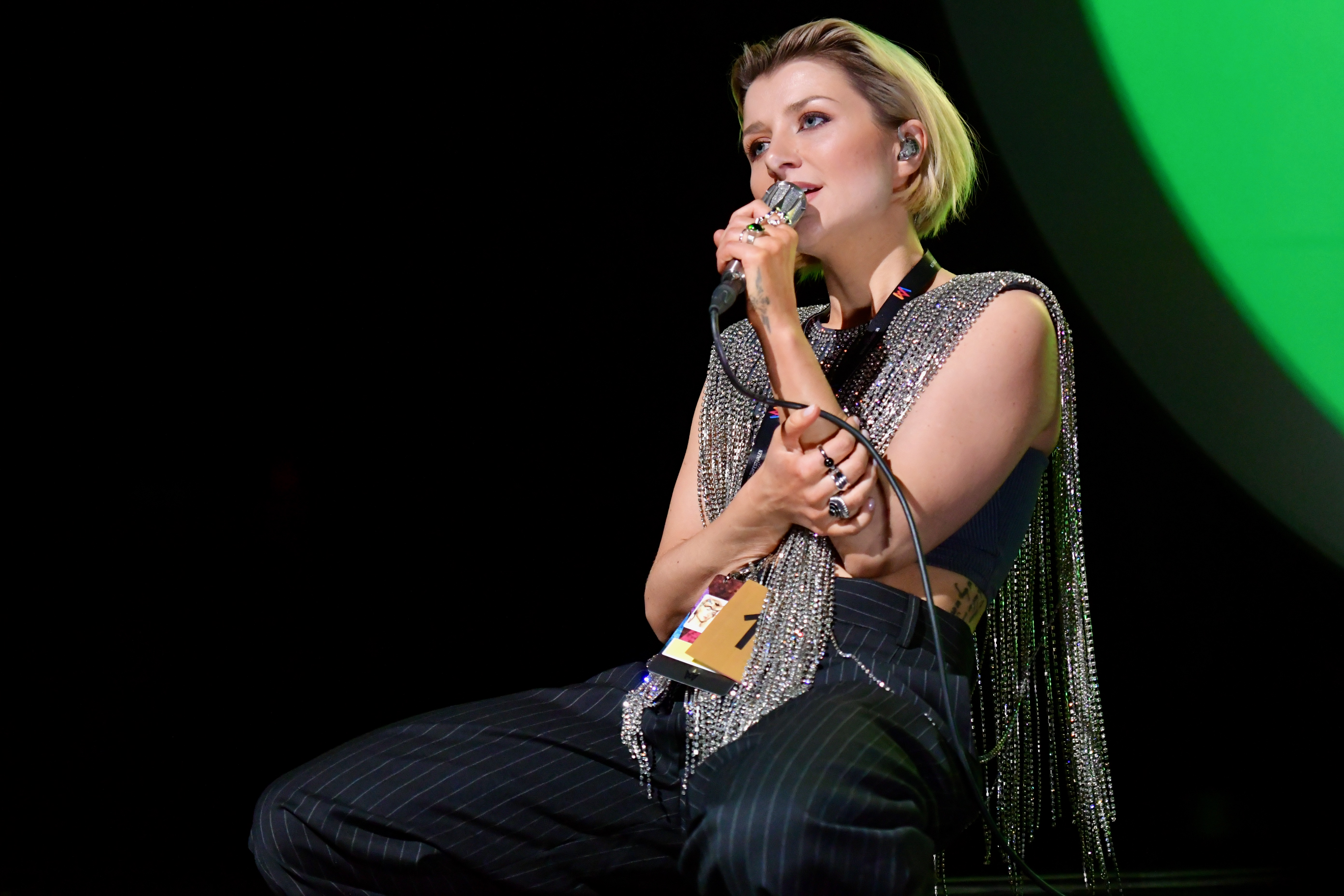
Cornelia Jakobs, ganadora de la primera semifinal.

El primer heat se celebró en el Avicii Arena de Estocolmo el 5 de febrero de 2023, siendo presentada por Oscar Zia. El orden de actuación de la gira junto con el resto de las tres siguientes, fue publicado el 14 de diciembre de 2021. Snippets en audio de las canciones fueron publicados el jueves 3 de febrero previo a la gira. 7 canciones compitieron por dos pases a la final y dos a la semifinal por medio de dos rondas de votación 100% del público: la primera donde el más votado avanzó a la final. En la segunda, los votos del público fueron convertidos a puntos en función de 7 grupos de edad y uno para las llamadas telefónicas.
Tras las votaciones, la cantante Cornelia Jakobs fue la primera finalista con el midtempo progresivo «Hold Me Closer». El segundo finalista fue el repetidor y ganador del 2017, Robin Bengtsson con el tema pop «Innocent Love». Los clasificados para la semifinal fueron Danne Stråhed y el debutante Theoz. 207,996 votos fueron recibidos en esta semifinal a través de 92,275 dispositivos. Cabe destacar que en la segunda ronda, tras un fallo técnico en la aplicación de votación, no pudieron ser contabilizados los votos de los grupos de edad, definiendo los resultados a través de solamente las llamadas telefónicas.
| N.º | Artista         | Canción               | Ronda 1 | Ronda 1 | Ronda 2 | Ronda 2 | Ronda 2 | Resultado   |
| N.º | Artista         | Canción               | Votos   | Lugar   | Votos   | Puntos  | Lugar   | Resultado   |
| --- | --------------- | --------------------- | ------- | ------- | ------- | ------- | ------- | ----------- |
| 1   | Malou Prytz     | «Bananas»             | 11,666  | 7       | 4,407   | 1       | 6       |             |
| 2   | Theoz           | «Som du vill»         | 18,593  | 4       | 7,119   | 8       | 3       | Semifinal 5 |
| 3   | Shirley Clamp   | «Let There Be Angels» | 12,290  | 6       | 4,606   | 3       | 5       |             |
| 4   | Omar Rudberg    | «Moving Like That»    | 15,034  | 5       | 6,143   | 5       | 4       |             |
| 5   | Danne Stråhed   | «Hallabaloo»          | 22,611  | 3       | 7,827   | 10      | 2       | Semifinal 5 |
| 6   | Cornelia Jakobs | «Hold Me Closer»      | 57,790  | 1       | —       | —       | —       | Finalista   |
| 7   | Robin Bengtsson | «Innocent Love»       | 27,167  | 2       | 12,743  | 12      | 1       | Finalista   |

#### Gira 2

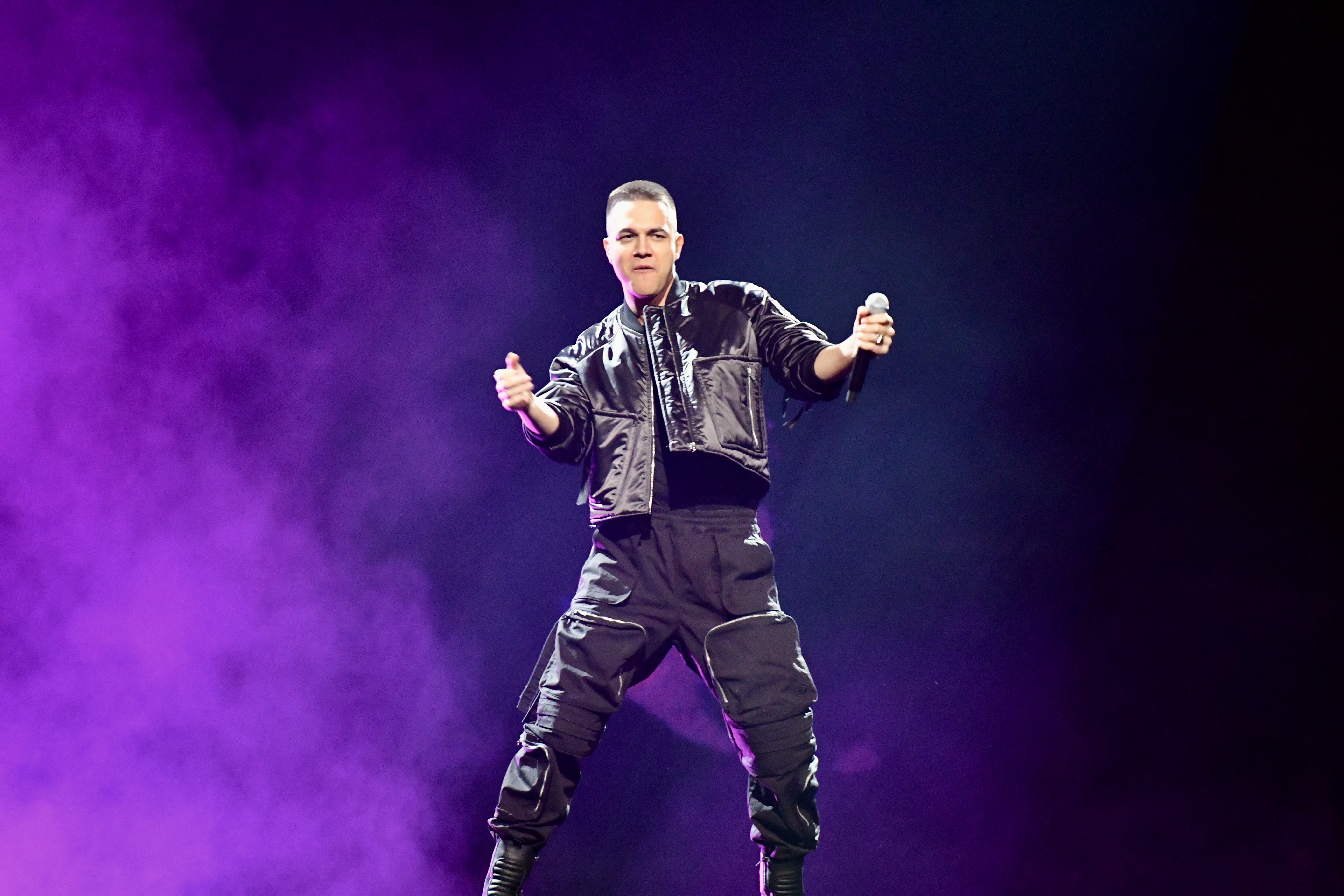
LIAMOO, ganador de la segunda semifinal.

El segundo heat se celebró en el Avicii Arena de Estocolmo el 12 de febrero de 2023, siendo presentada por Oscar Zia junto a Eva Rydberg. El orden de actuación de la gira junto con el resto de las tres heats, fue publicado el 14 de diciembre de 2021. Snippets en audio de las canciones fueron publicados el jueves 10 de febrero previo a la gira. 7 canciones compitieron por dos pases a la final y dos a la semifinal por medio de dos rondas de votación 100% del público: la primera donde el más votado avanzó a la final. En la segunda, los votos del público fueron convertidos a puntos en función de 7 grupos de edad y uno para las llamadas telefónicas.
Tras las votaciones, el repetidor LIAMOO fue el primer finalista con el tema de corte pop «Bluffin'». El segundo finalista fue el repetidor y ganador del 2019, John Lundvik con la balada «Änglavakt». Los clasificados para la semifinal fueron el cantante de origen chileno Álvaro Estrella y la debutante Tone Sekelius. 10,514,804 votos fueron recibidos en esta semifinal a través de 541,541 dispositivos.
| N.º | Artista             | Canción                    | Ronda 1   | Ronda 1 | Ronda 2 | Ronda 2 | Ronda 2 | Resultado   |
| N.º | Artista             | Canción                    | Votos     | Lugar   | Votos   | Puntos  | Lugar   | Resultado   |
| --- | ------------------- | -------------------------- | --------- | ------- | ------- | ------- | ------- | ----------- |
| 1   | LIAMOO              | «Bluffin'»                 | 1,251,962 | 1       | —       | —       | —       | Finalista   |
| 2   | Niello & Lisa Ajax  | «Tror Du Att Jag Bryr Mig» | 729,173   | 7       | 394,603 | 21      | 6       |             |
| 3   | Samira Manners      | «I Want To Be Loved»       | 918,801   | 6       | 483,416 | 35      | 4       |             |
| 4   | Álvaro Estrella     | «Suave»                    | 1,101,316 | 3       | 632,112 | 69      | 2       | Semifinal 5 |
| 5   | Browsing Collection | «Face In The Crowd»        | 934,656   | 5       | 488,204 | 33      | 5       |             |
| 6   | John Lundvik        | «Änglavakt»                | 1,203,899 | 2       | 778,736 | 92      | 1       | Finalista   |
| 7   | Tone Sekelius       | «My Way»                   | 946,861   | 4       | 671,065 | 62      | 3       | Semifinal 5 |

| Artista             | Canción                    | Grupos de Edad | Grupos de Edad | Grupos de Edad | Grupos de Edad | Grupos de Edad | Grupos de Edad | Grupos de Edad | Grupos de Edad | Lugar | Total |
| Artista             | Canción                    | 3-9            | 10-15          | 16-29          | 30-44          | 45-59          | 60-74          | 75+            | Llamadas       | Lugar | Total |
| ------------------- | -------------------------- | -------------- | -------------- | -------------- | -------------- | -------------- | -------------- | -------------- | -------------- | ----- | ----- |
| Niello & Lisa Ajax  | «Tror Du Att Jag Bryr Mig» | 10             | 5              | 1              | 1              | 1              | 1              | 1              | 1              | 6     | 21    |
| Samira Manners      | «I Want To Be Loved»       | 3              | 3              | 3              | 3              | 5              | 5              | 5              | 8              | 4     | 35    |
| Álvaro Estrella     | «Suave»                    | 12             | 10             | 8              | 10             | 10             | 8              | 8              | 3              | 2     | 69    |
| Browsing Collection | «Face In The Crowd»        | 5              | 1              | 5              | 8              | 3              | 3              | 3              | 5              | 5     | 33    |
| John Lundvik        | «Änglavakt»                | 8              | 12             | 12             | 12             | 12             | 12             | 12             | 12             | 1     | 92    |
| Tone Sekelius       | «My Way»                   | 1              | 8              | 10             | 5              | 8              | 10             | 10             | 10             | 3     | 62    |

#### Gira 3

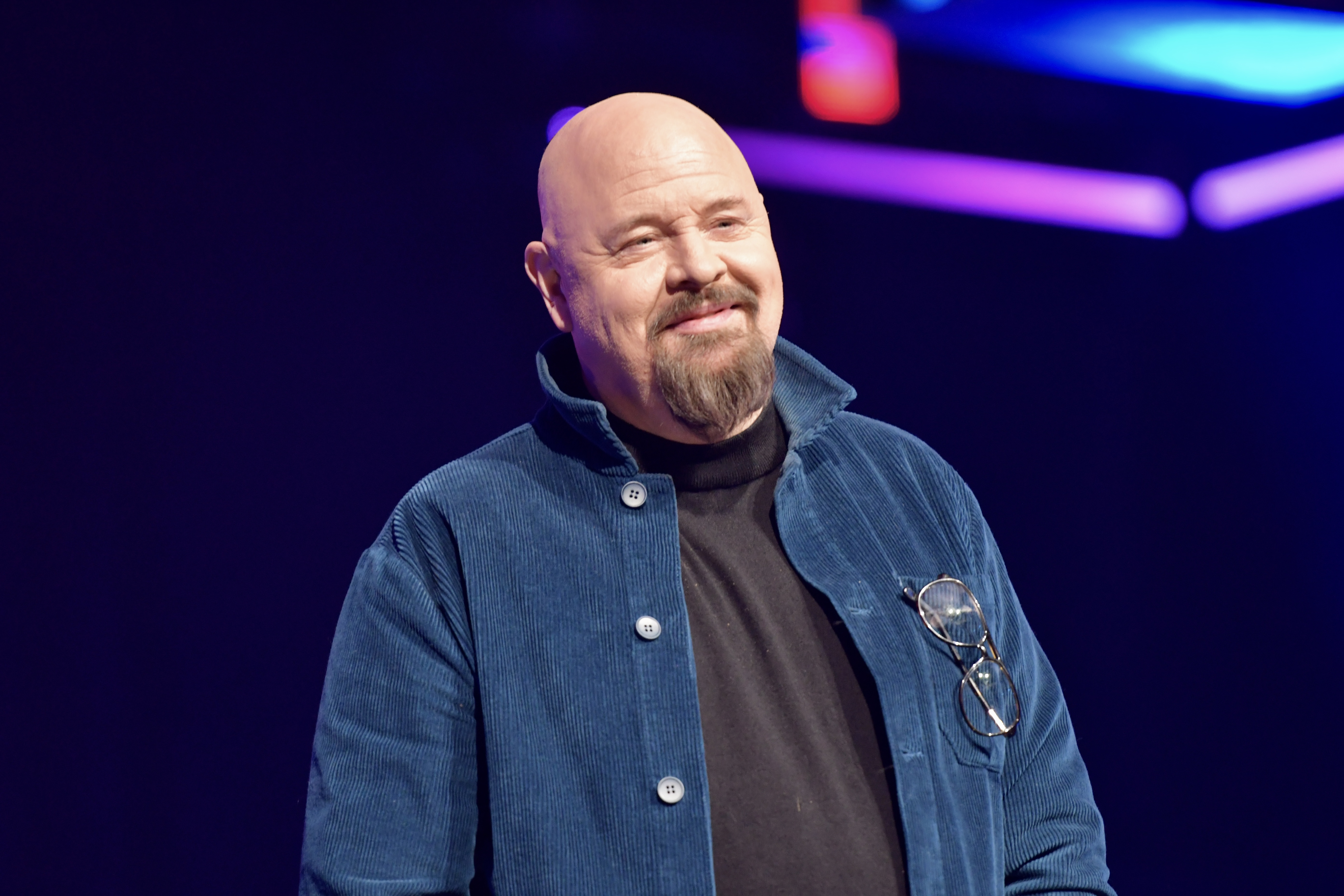
Anders Bagge, ganador de la tercera semifinal.

El tercer heat se celebró en el Avicii Arena de Estocolmo el 19 de febrero de 2023, siendo presentada por Oscar Zia junto a Johanna Nordström. El orden de actuación de la gira junto con el resto de las tres heats, fue publicado el 14 de diciembre de 2021. Snippets en audio de las canciones fueron publicados el jueves 17 de febrero previo a la gira. 7 canciones compitieron por dos pases a la final y dos a la semifinal por medio de dos rondas de votación 100% del público: la primera donde el más votado avanzó a la final. En la segunda, los votos del público fueron convertidos a puntos en función de 7 grupos de edad y uno para las llamadas telefónicas.
Tras las votaciones, el cantante Anders Bagge fue el primer finalista con el tema de corte pop «Bigger than the universe». La segunda finalista fue la repetidora, Faith Kakembo con la balada góspel «Freedom». Los clasificados para la semifinal fueron las cantantes Cazzi Opeia y Lisa Miskovsky. 9,485,644 votos fueron recibidos en esta semifinal a través de 556,791 dispositivos.
| N.º | Artista         | Canción                    | Ronda 1   | Ronda 1 | Ronda 2 | Ronda 2 | Ronda 2 | Resultado   |
| N.º | Artista         | Canción                    | Votos     | Lugar   | Votos   | Puntos  | Lugar   | Resultado   |
| --- | --------------- | -------------------------- | --------- | ------- | ------- | ------- | ------- | ----------- |
| 1   | Cazzi Opeia     | «I Can't Get Enough»       | 814,904   | 4       | 496,428 | 67      | 3       | Semifinal 5 |
| 2   | Lancelot        | «Lyckligt Slut»            | 701,151   | 6       | 388,513 | 35      | 5       |             |
| 3   | Lisa Miskovsky  | «Best To Come»             | 885,647   | 3       | 551,025 | 75      | 2       | Semifinal 5 |
| 4   | Tribe Friday    | «Shut Me Up»               | 665,176   | 7       | 368,861 | 19      | 6       |             |
| 5   | Faith Kakembo   | «Freedom»                  | 1,076,213 | 2       | 685,512 | 79      | 1       | Finalista   |
| 6   | Linda Bengtzing | «Fyrfaldigt Hurra!»        | 729,974   | 5       | 404,576 | 37      | 4       |             |
| 7   | Anders Bagge    | «Bigger Than The Universe» | 1,717,664 | 1       | —       | —       | —       | Finalista   |

| Artista         | Canción              | Grupos de Edad | Grupos de Edad | Grupos de Edad | Grupos de Edad | Grupos de Edad | Grupos de Edad | Grupos de Edad | Grupos de Edad | Lugar | Total |
| Artista         | Canción              | 3-9            | 10-15          | 16-29          | 30-44          | 45-59          | 60-74          | 75+            | Llamadas       | Lugar | Total |
| --------------- | -------------------- | -------------- | -------------- | -------------- | -------------- | -------------- | -------------- | -------------- | -------------- | ----- | ----- |
| Cazzi Opeia     | «I Can't Get Enough» | 12             | 10             | 5              | 8              | 8              | 8              | 8              | 8              | 3     | 67    |
| Lancelot        | «Lyckligt Slut»      | 5              | 5              | 8              | 3              | 3              | 3              | 3              | 5              | 5     | 35    |
| Lisa Miskovsky  | «Best To Come»       | 8              | 8              | 1              | 10             | 12             | 12             | 12             | 12             | 2     | 75    |
| Tribe Friday    | «Shut Me Up»         | 1              | 1              | 10             | 1              | 1              | 1              | 1              | 3              | 6     | 19    |
| Faith Kakembo   | «Freedom»            | 3              | 12             | 12             | 12             | 10             | 10             | 10             | 10             | 1     | 79    |
| Linda Bengtzing | «Fyrfaldigt Hurra!»  | 10             | 3              | 3              | 5              | 5              | 5              | 5              | 1              | 4     | 37    |

#### Gira 4

Klara Hammarström, ganadora de la cuarta semifinal.

El cuarto heat se celebró en el Friends Arena de Estocolmo el 26 de febrero de 2023, siendo presentada por Oscar Zia. El orden de actuación de la gira junto con el resto de las tres heats, fue publicado el 14 de diciembre de 2021. Snippets en audio de las canciones fueron publicados el jueves 17 de febrero previo a la gira. 7 canciones compitieron por dos pases a la final y dos a la semifinal por medio de dos rondas de votación 100% del público: la primera donde el más votado avanzó a la final. En la segunda, los votos del público fueron convertidos a puntos en función de 7 grupos de edad y uno para las llamadas telefónicas.
Tras las votaciones, la repetidora Klara Hammarström fue la primera finalista con el tema electropop «Run to the Hills». Los segundos finalistas fueron el grupo Medina con la canción en sueco «In i dimman». Los clasificados para la semifinal fueron los repetidores Lillasyster y la ganadora de 2010 Anna Bergendahl. 8,423,843 votos fueron recibidos en esta semifinal a través de 534,683 dispositivos.
| N.º | Artista           | Canción                  | Ronda 1   | Ronda 1 | Ronda 2 | Ronda 2 | Ronda 2 | Resultado   |
| N.º | Artista           | Canción                  | Votos     | Lugar   | Votos   | Puntos  | Lugar   | Resultado   |
| --- | ----------------- | ------------------------ | --------- | ------- | ------- | ------- | ------- | ----------- |
| 1   | Anna Bergendahl   | «Higher Power»           | 878,089   | 4       | 519,678 | 73      | 2       | Semifinal 5 |
| 2   | Lillasyster       | «Till Our Days Are Over» | 921,658   | 3       | 560,382 | 65      | 3       | Semifinal 5 |
| 3   | Malin Christin    | «Synd Om Dig»            | 520,201   | 6       | 217,215 | 16      | 6       |             |
| 4   | Tenori            | «La Stella»              | 508,062   | 7       | 259,361 | 37      | 5       |             |
| 5   | MEDINA            | «In I Dimman»            | 1,071,508 | 2       | 736,280 | 84      | 1       | Finalista   |
| 6   | Angelino          | «The End»                | 679,799   | 5       | 367,428 | 37      | 4       |             |
| 7   | Klara Hammarström | «Run To The Hills»       | 1,184,182 | 1       | —       | —       | —       | Finalista   |

| Artista         | Canción                  | Grupos de Edad | Grupos de Edad | Grupos de Edad | Grupos de Edad | Grupos de Edad | Grupos de Edad | Grupos de Edad | Grupos de Edad | Lugar | Total |
| Artista         | Canción                  | 3-9            | 10-15          | 16-29          | 30-44          | 45-59          | 60-74          | 75+            | Llamadas       | Lugar | Total |
| --------------- | ------------------------ | -------------- | -------------- | -------------- | -------------- | -------------- | -------------- | -------------- | -------------- | ----- | ----- |
| Anna Bergendahl | «Higher Power»           | 8              | 8              | 5              | 8              | 8              | 12             | 12             | 12             | 2     | 73    |
| Lillasyster     | «Till Our Days Are Over» | 10             | 10             | 10             | 10             | 12             | 5              | 3              | 5              | 3     | 65    |
| Malin Christin  | «Synd Om Dig»            | 5              | 3              | 1              | 3              | 1              | 1              | 1              | 1              | 6     | 16    |
| Tenori          | «La Stella»              | 1              | 1              | 3              | 1              | 3              | 10             | 10             | 8              | 5     | 37    |
| MEDINA          | «In I Dimman»            | 12             | 12             | 12             | 12             | 10             | 8              | 8              | 10             | 1     | 84    |
| Angelino        | «The End»                | 3              | 5              | 8              | 5              | 5              | 3              | 5              | 3              | 4     | 37    |

#### Semifinal 5

##### Grupo 1

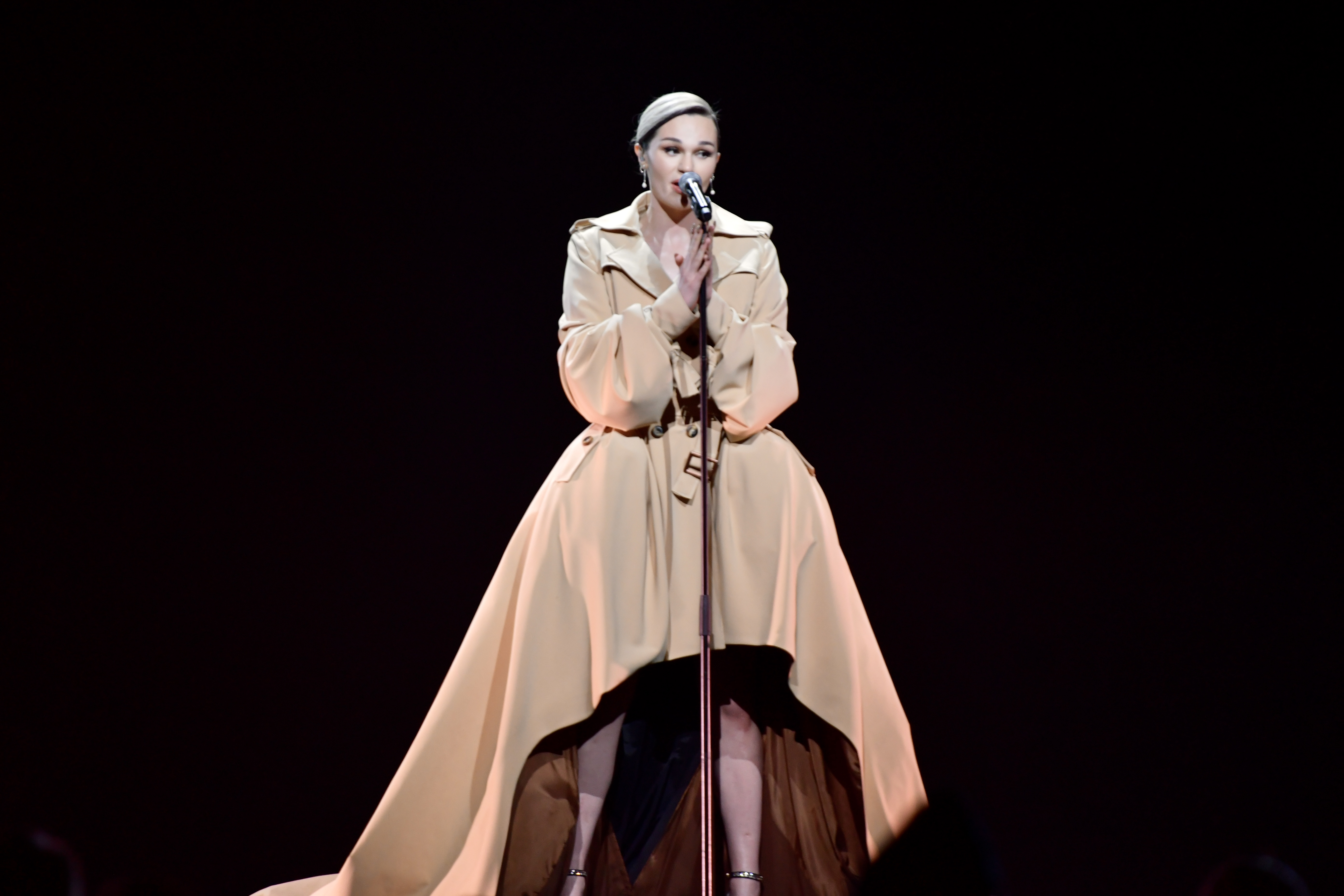
Tone Sekelius ganadora del primer grupo de la quinta semifinal

En el primer grupo de la Semifinal participaron Alvaro Estrella, Anna Bergendahl, Danne Strahed y Tone Sekelius. Tone y su tema "My way" ganaron tanto en votos como en puntos por grupos de edad. Anna Bergendahl, en cambio, fue la penúltima en cuanto a número de votos pero consiguió suficientes puntos como para superar a Alvaro Estrella y Danne Strahed. Esto les aseguró a Tone y Anna su puesto en la final del 12 de Marzo.
| N.º | Artista         | Canción        | Televoto  | Televoto | Lugar | Resultado |
| N.º | Artista         | Canción        | Votos     | Puntos   | Lugar | Resultado |
| --- | --------------- | -------------- | --------- | -------- | ----- | --------- |
| 1   | Tone Sekelius   | «My Way»       | 1,185,407 | 86       | 1     | Finalista |
| 2   | Álvaro Estrella | «Suave»        | 1,045,540 | 71       | 3     |           |
| 3   | Danne Stråhed   | «Hallabaloo»   | 640,928   | 46       | 4     |           |
| 4   | Anna Bergendahl | «Higher Power» | 863,838   | 77       | 2     | Finalista |

##### Grupo 2

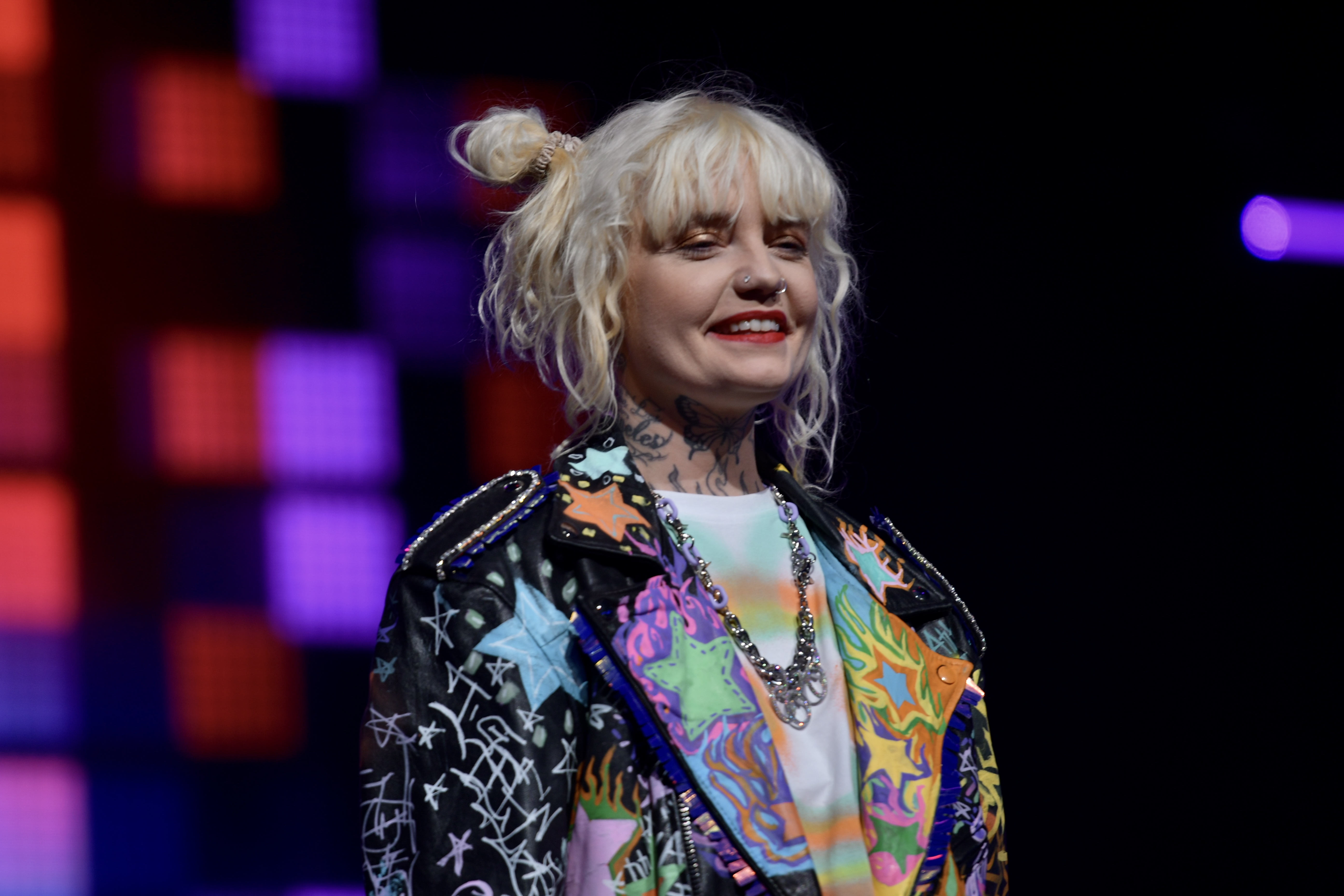
Cazzi Opeia ganadora del segundo grupo de la quinta semifinal.

Este segundo grupo fue protagonizado por Cazzi Opeia, Lillasyster, Lisa Miskovsky y Theoz. Curiosamente, Cazzi Opeia ganó en el grupo a pesar de haber quedado tercera en votos, ya que recibió más puntos que Theoz, ganador en votos del grupo. Por lo tanto, Cazzi y Theoz pasaron a la gran final, mientras que Lisa y Lilasyster se quedaron a las puertas de la misma.
| N.º | Artista        | Canción                  | Televoto | Televoto | Lugar | Resultado |
| N.º | Artista        | Canción                  | Votos    | Puntos   | Lugar | Resultado |
| --- | -------------- | ------------------------ | -------- | -------- | ----- | --------- |
| 6   | Theoz          | «Som du vill»            | 968,353  | 71       | 2     | Finalista |
| 5   | Lisa Miskovsky | «Best To Come»           | 898,141  | 68       | 3     |           |
| 7   | Lillasyster    | «Till Our Days Are Over» | 813,402  | 65       | 4     |           |
| 8   | Cazzi Opeia    | «I Can't Get Enough»     | 844,189  | 76       | 1     | Finalista |

### Final
La gran final se celebró en el Friends Arena de la capital sueca, Estocolmo el 12 de marzo de 2023, siendo presentada por Oscar Zia junto a Farah Abadi. El orden de actuación fue publicado el 7 de marzo de 2023. Las 8 canciones ganadoras de las cuatro subcompetencias y las 4 canciones repescadas de la semifinal participaron en la gala, totalizando 12 finalistas. El sistema de votación se mantuvo similar al utilizado en años anteriores, con el 50% de los votos compuesto por una votación de ocho grupos de jurados de ocho países invitados y el restante 50% compuesto por la votación del televoto, repartida en siete grupos de edad y uno para las llamadas telefónicas. 
La cifra récord, hasta ese momento, de 22,447,671 votos fueron recibidos en la final a través de 1,088,043 dispositivos.
La final tuvo lugar el 12 de marzo en el Friends Arena de Estocolmo. 12 artistas particparon en el siguiente orden: Klara Hamarström, Theoz, Anna Bergendahl, John Lundvik, Tone Sekelius, Anders Bagge, Robin Bengtsson, Faith Kakembo, Liamoo, Cornelia Jakobs, Cazzi Opeia y Medina. A pesar de que las casas de apuestas indicaran que Cornelia Jakobs era la favorita a la victoria, fue una final más abierta que las de 2021, 2019 o 2018, por ejemplo. 
EL sistema de votación estuvo compuesto por 50% jurado internacional y 50% televoto. En el jurado arrasó la favorita Cornelia Jakobs, con 76 puntos, que obtuvo puntos de todos los países menos de República Checa. El segundo y tercer puesto lo ocuparon Liamoo y Medina respectivamente. Klara Hammarström y Anders Bagge, dos de los favoritos, recibieron una puntuación muy baja: 27 y 31 puntos, respectivamente. En el televoto, arrasó con 90 puntos Anders Bagge, lo que le hizo colocarse con un total de 121. Aún y todo, Cornelia Jakobs obtuvo otros 70 puntos del televoto, lo que le sirvieron para ganar el certamen con 146 puntos. El top 5 lo copmpletaron Medina, Liamoo y Tone Sekelius. Por el contrario, los ex- ganadores Robin Bengtsson y Anna Bergendahl obtuvieron los puestos 11 y 12, respectivamente.
| N.º | Artista           | Canción                    | Jurado | Televoto  | Televoto | Lugar | Puntos |
| N.º | Artista           | Canción                    | Jurado | Votos     | Puntos   | Lugar | Puntos |
| --- | ----------------- | -------------------------- | ------ | --------- | -------- | ----- | ------ |
| 1   | Klara Hammarström | «Run to the Hills»         | 27     | 2,409,631 | 56       | 6     | 83     |
| 2   | Theoz             | «Som du vill»              | 39     | 1,594,285 | 26       | 7     | 65     |
| 3   | Anna Bergendahl   | «Higher Power»             | 11     | 1,056,035 | 18       | 12    | 29     |
| 4   | John Lundvik      | «Änglavakt»                | 43     | 1,324,091 | 17       | 8     | 60     |
| 5   | Tone Sekelius     | «My Way»                   | 31     | 2,113,374 | 53       | 5     | 84     |
| 6   | Anders Bagge      | «Bigger than the Universe» | 31     | 3,464,137 | 90       | 2     | 121    |
| 7   | Robin Bengtsson   | «Innocent Love»            | 29     | 1,157,117 | 5        | 11    | 34     |
| 8   | Faith Kakembo     | «Freedom»                  | 32     | 1,268,069 | 18       | 10    | 51     |
| 9   | LIAMOO            | «Bluffin'»                 | 65     | 1,506,098 | 26       | 4     | 91     |
| 10  | Cornelia Jakobs   | «Hold Me Closer»           | 76     | 2,937,401 | 70       | 1     | 146    |
| 11  | Cazzi Opeia       | «I Can't Get Enough»       | 26     | 1,488,320 | 29       | 9     | 55     |
| 12  | MEDINA            | «In i dimman»              | 53     | 2,129,113 | 56       | 3     | 109    |

#### Desglose de Votaciones
| Votación del Jurado Internacional | Votación del Jurado Internacional | Votación del Jurado Internacional | Votación del Jurado Internacional | Votación del Jurado Internacional | Votación del Jurado Internacional | Votación del Jurado Internacional | Votación del Jurado Internacional | Votación del Jurado Internacional | Votación del Jurado Internacional | Votación del Jurado Internacional |
| Artista                           | Canción                           | Bandera de los Países Bajos       | Bandera de Finlandia              | Bandera de España                 | Bandera de Australia              | Bandera de República Checa        | Bandera de Irlanda                | Bandera de Israel                 | Bandera de Italia                 | Total                             |
| --------------------------------- | --------------------------------- | --------------------------------- | --------------------------------- | --------------------------------- | --------------------------------- | --------------------------------- | --------------------------------- | --------------------------------- | --------------------------------- | --------------------------------- |
| Klara Hammarström                 | «Run to the Hills»                | 0                                 | 2                                 | 5                                 | 3                                 | 5                                 | 3                                 | 3                                 | 6                                 | 27                                |
| Theoz                             | «Som du vill»                     | 5                                 | 7                                 | 2                                 | 1                                 | 12                                | 5                                 | 7                                 | 0                                 | 39                                |
| Anna Bergendahl                   | «Higher Power»                    | 0                                 | 0                                 | 10                                | 0                                 | 0                                 | 0                                 | 0                                 | 1                                 | 11                                |
| John Lundvik                      | «Änglavakt»                       | 6                                 | 12                                | 4                                 | 7                                 | 6                                 | 0                                 | 5                                 | 3                                 | 43                                |
| Tone Sekelius                     | «My Way»                          | 4                                 | 6                                 | 1                                 | 2                                 | 4                                 | 6                                 | 4                                 | 4                                 | 31                                |
| Anders Bagge                      | «Bigger than the Universe»        | 2                                 | 0                                 | 6                                 | 4                                 | 10                                | 2                                 | 0                                 | 7                                 | 31                                |
| Robin Bengtsson                   | «Innocent Love»                   | 1                                 | 1                                 | 3                                 | 0                                 | 8                                 | 10                                | 6                                 | 0                                 | 29                                |
| Faith Kakembo                     | «Freedom»                         | 7                                 | 5                                 | 0                                 | 8                                 | 2                                 | 7                                 | 2                                 | 2                                 | 33                                |
| LIAMOO                            | «Bluffin'»                        | 8                                 | 8                                 | 7                                 | 5                                 | 7                                 | 12                                | 8                                 | 10                                | 65                                |
| Cornelia Jakobs                   | «Hold Me Closer»                  | 10                                | 10                                | 12                                | 12                                | 0                                 | 8                                 | 12                                | 12                                | 76                                |
| Cazzi Opeia                       | «I Can't Get Enough»              | 3                                 | 3                                 | 0                                 | 6                                 | 1                                 | 4                                 | 1                                 | 8                                 | 26                                |
| MEDINA                            | «In i dimman»                     | 12                                | 4                                 | 8                                 | 10                                | 3                                 | 1                                 | 10                                | 5                                 | 53                                |

| Artista           | Canción                    | Votos     | Grupos de Edad | Grupos de Edad | Grupos de Edad | Grupos de Edad | Grupos de Edad | Grupos de Edad | Grupos de Edad | Grupos de Edad | Puntos |
| Artista           | Canción                    | Votos     | 3-9            | 10-15          | 16-29          | 30-44          | 45-59          | 60-74          | 75+            | Llamadas       | Puntos |
| ----------------- | -------------------------- | --------- | -------------- | -------------- | -------------- | -------------- | -------------- | -------------- | -------------- | -------------- | ------ |
| Klara Hammarström | «Run to the Hills»         | 2,409,631 | 10             | 10             | 6              | 8              | 8              | 4              | 5              | 5              | 56     |
| Theoz             | «Som du vill»              | 1,594,285 | 12             | 5              | 4              | 4              | 0              | 0              | 0              | 1              | 26     |
| Anna Bergendahl   | «Higher Power»             | 1,056,035 | 0              | 0              | 0              | 0              | 1              | 7              | 8              | 2              | 18     |
| John Lundvik      | «Änglavakt»                | 1,324,091 | 2              | 2              | 2              | 2              | 3              | 2              | 4              | 0              | 17     |
| Tone Sekelius     | «My Way»                   | 2,113,374 | 6              | 8              | 7              | 6              | 5              | 8              | 6              | 7              | 53     |
| Anders Bagge      | «Bigger than the Universe» | 3,464,137 | 8              | 12             | 10             | 12             | 12             | 12             | 12             | 12             | 90     |
| Robin Bengtsson   | «Innocent Love»            | 1,157,117 | 4              | 0              | 0              | 1              | 0              | 0              | 0              | 0              | 5      |
| Faith Kakembo     | «Freedom»                  | 1,268,069 | 0              | 4              | 3              | 0              | 2              | 3              | 3              | 3              | 18     |
| LIAMOO            | «Bluffin'»                 | 1,506,098 | 5              | 3              | 5              | 3              | 4              | 1              | 1              | 4              | 26     |
| Cornelia Jakobs   | «Hold Me Closer»           | 2,937,401 | 1              | 7              | 12             | 10             | 10             | 10             | 10             | 10             | 70     |
| Cazzi Opeia       | «I Can't Get Enough»       | 1,488,320 | 3              | 1              | 1              | 5              | 6              | 5              | 2              | 6              | 29     |
| MEDINA            | «In i dimman»              | 2,129,113 | 7              | 6              | 8              | 7              | 7              | 6              | 7              | 8              | 56     |